# Talsperre Varosa
Die Talsperre Varosa (portugiesisch Barragem do Varosa) liegt in der Region Nord Portugals im Distrikt Viseu. Sie staut den Varosa, einen linken (südlichen) Nebenfluss des Douro, zu einem Stausee (port. Albufeira da Barragem do Varosa) auf. Etwa einen Kilometer nordöstlich der Talsperre liegt die Gemeinde Valdigem. Die Autobahn A24 geht auf der linken Seite am Stausee vorbei.
Die Planung der Talsperre Varosa reicht bis in das Jahr 1899 zurück. Das Kraftwerk wurde 1934 (bzw. 1976) in Betrieb genommen. Die Talsperre dient der Stromerzeugung, sie ist im Besitz von HDN, Energia do Norte, SA.

## Absperrbauwerk
Das Absperrbauwerk ist eine Bogenstaumauer aus Beton mit einer Höhe von 76 (bzw. 71) m über der Gründungssohle. Die Mauerkrone liegt auf einer Höhe von 265 m über dem Meeresspiegel. Die Länge der Mauerkrone beträgt 213 m und ihre Breite 3,44 m. Das Volumen des Bauwerks beträgt 81.000 m³.
Die Staumauer verfügt sowohl über einen Grundablass als auch über eine Hochwasserentlastung, die sich auf der rechten Seite der Staumauer befindet. Über die Hochwasserentlastung können maximal 1.200 m³/s abgeleitet werden. Das Bemessungshochwasser liegt bei 1.200 m³/s; die Wahrscheinlichkeit für das Auftreten dieses Ereignisses wurde mit einmal in 1.000 Jahren bestimmt.

## Stausee
Beim normalen Stauziel von 264 m (max. 265 m bei Hochwasser) erstreckt sich der Stausee über eine Fläche von rund 0,7 km² und fasst 12,943 (bzw. 14,5) Mio. m³ Wasser – davon können 12,937 Mio. m³ zur Stromerzeugung genutzt werden.

## Kraftwerk
Das Kraftwerk Varosa ist mit einer installierten Leistung von 24,7 (bzw. 22 oder 25) MW eines der kleineren Wasserkraftwerke Portugals. Die durchschnittliche Jahreserzeugung liegt bei 60 Mio. kWh.

### Maschinen
Es sind drei Francis-Turbinen mit horizontaler Welle und unterschiedlicher Leistung installiert. Die folgende Tabelle gibt einen Überblick:
| Maschine | Nenndrehzahl (1/min) | Turbine (MW) | Generator (MVA) | Transformator (MVA) | max. Durchfluss (m³/s) |
| -------- | -------------------- | ------------ | --------------- | ------------------- | ---------------------- |
| 1        | 750                  | 11,473       | 14,5            | 16                  | 6,6                    |
| 2        | 1.000                | 7,722        | 8,9             | 16                  | 5,52                   |
| 3        | 750                  | 5,516        | 6,4             |                     | 3,7                    |

Die Nennspannung der Generatoren beträgt 5 kV. In der Schaltanlage wird die Generatorspannung von 5 kV mittels Leistungstransformatoren auf 60 kV hochgespannt.
Die maximale Fallhöhe beträgt 199,9 m. Der maximale Durchfluss liegt bei insgesamt 15,82 m³/s für alle drei Maschinen.
Das Kraftwerk ist im Besitz von HDN, wird aber von EDP betrieben.